# Peter Beste
Peter Beste (Houston, 1978) is een Amerikaanse fotograaf. Hij is bekend door een fotoboek over de Noorse blackmetalscene. 
Peter Beste wil de lifestyle en (sub)cultuur van muziekstromingen als de black metal vastleggen. Zijn werkwijze bestaat eruit, dat hij zich diepgaand in zijn onderwerpen verdiept door vaak op bezoek te gaan bij degene die hij wil fotograferen, concerten te bezoeken en te praten met de fans. Voor zijn boek over de Noorse black metal ging hij zeven jaar lang regelmatig naar Noorwegen. Na zijn project over de black metal van Noorwegen maakte Beste foto's over de rap in Houston en de danseband-cultuur in Noorwegen. Ook is hij bezig met onder meer de ufo-cultuur.

## Boeken
- Peter Beste. True Norwegian Black Metal. Vice Books, 2008.
- Peter Beste en Lance Scott Walker. Houston Rap. Sinecure Books, 2013.
- Peter Beste en Lance Scott Walker. Houston Rap Tapes.